# Свирид, Леонид Фёдорович
Леонид Фёдорович Свирид (род. 2 февраля 1967, Минск) — советский и белорусский самбист и дзюдоист, бронзовый призёр чемпионата СССР по дзюдо 1991 года, бронзовый призёр чемпионата Европы по дзюдо 1993 года, серебряный призёр командного чемпионата Европы по дзюдо 1994 года, чемпион (1999, 2002, 2004), серебряный (2001, 2003) и бронзовый (2005) призёр чемпионатов Европы по самбо, серебряный (1999) и бронзовый (2000, 2003, 2005) призёр чемпионатов мира по самбо, мастер спорта Республики Беларусь международного класса. Участник летних Олимпийских игр 1996 года в Атланте и 2000 года в Сиднее. По самбо выступал в полутяжёлой (до 100 кг) и тяжёлой (свыше 100 кг) весовых категориях.

## Выступления на Олимпиадах
На Олимпиаде в Атланте Свирид в первой схватке уступил французу Стефану Трено, а в утешительной — новозеландцу Дэниэлу Гоуингу и выбыл из борьбы за медали. На следующей Олимпиаде белорус также в первой схватке проиграл румыну Ивану Раду и снова остался без олимпийских наград.

## Тренерская деятельность
Среди воспитанников Леонида Свирида Марина Слуцкая (1991) — чемпионка Европы и Европейских игр по дзюдо. С 2016 года Свирид является главным тренером сборной Белоруссии по дзюдо.

## Семья
Сын Никита Свирид (1996) — дзюдоист, участник летних Олимпийских игр 2020 года. Супруга Инесса Ласовская — мастер спорта СССР по фехтованию, призёр Спартакиады народов СССР.

## Спортивные результаты
- Чемпионат СССР по дзюдо 1991 года — ;